# Arsène d'Arsonval
Jacques Arsène d'Arsonval, född 8 juni 1851 i La Porcherie, departementet Haute-Vienne, död 31 december 1940, var en fransk fysiolog. 
d'Arsonval blev 1876 medicine doktor, 1882 föreståndare för biologisk-fysiska laboratoriet vid Collège de France i Paris och 1894 professor i experimentell medicin där. Samma år blev han ledamot av franska vetenskapsakademien. Han konstruerade sinnrika apparater (bland annat aperiodiska galvanometrar, en magneto-elektrisk telefon och myofonen) samt utförde undersökningar över bland annat lungelasticiteten, den animala värmen och värmens mekaniska ekvivalent.